# Tukar
Tukar (parfois Toukar ou Toucar), qui constituait un véritable royaume à l'époque des lamanes, est aujourd'hui un village sénégalais parmi d'autres, ancien et assez étendu. Rattaché à la communauté rurale de Ngayokhème, il est situé dans la zone du Sine, à l'Ouest du Sénégal. La population est principalement sérère. Le nombre d'habitants était estimé à 3 000 vers 2006-2007. Aujourd'hui séparé, Ndokh a été l'un des hameaux de Tukar,.

## Histoire
Tukar a été fondée autour du XIe siècle par le lamane Djigan Diouf (également orthographié Jegan Joof). Selon les historiens, Djigan Diouf est parti de Lambaye à la recherche de terres à exploiter. Quand il est arrivé à Tukar, ce n'était rien de plus qu'une forêt inhospitalière. Conformément au droit foncier complexe des Sérères, il fut celui qui défricha les champs et fonda Tukar. Ses descendants paternels (la famille Diouf) y régnèrent pendant plusieurs siècles,,,.
En 1937, Biram Diouf, un descendant du lamane Djigane Diouf, se trouve à court d'argent et conclut alors un accord – une forme d'hypothèque localement connue sous le nom de taile –, avec Waly Sene, le jaraf du Tukar ou représentant du roi local. La famille Diouf de Tukar a alors pratiquement perdu la terre de ses ancêtres. Ce n'est que 50 ans plus tard qu'un arrière-petit-fils de Biram Diouf du nom de Djignak Diouf rembourse finalement des descendants de Waly Sene et récupère la propriété familiale.

## Étymologie
Le toponyme Tukar est constitué de deux mots sérères, tuuk (« tais-toi ») et kar-kar (« je plaisante »). Selon la tradition orale sérère, un aventurier du nom de Fassamane Thiaw (ou Chaw) rendit un jour visite au lamane Djigan Diouf au moment des moissons. Comme celui-ci était sur le point d'obtenir une très bonne récolte de millet, Fassamane Thiaw s'exclama : « Ooh, vous allez avoir un peu de mil ! ». Le lamane fut tellement surpris qu'il répondit aussitôt : « tuuk ! » – qui signifie  « tais-toi ! » en langue sérère. Il ordonna ensuite à Fassamane Thiaw de dire « kar-kar » (« je plaisante »). Telle serait l'origine du nom de Tukar.
Selon les historiens, le lamane Djigan Diouf avait certes été très choqué par la remarque de Fassamane Thiaw à propos de sa récolte prometteuse, mais, surtout, les esprits auraient pu en prendre ombrage et, sous l'effet de la jalousie, pouvaient attirer la peste ou les sauterelles. Cette superstition ancienne subsiste toujours en Sénégambie. Les Sérères et les autres groupes ethniques de Sénégambie interdisent d'attirer l'attention sur le succès ou la chance parce qu'ils craignent la susceptibilité et la jalousie des esprits qui pourraient se venger. Lorsqu'on souhaite faire un compliment ou une remarque quant à une prochaine bonne récolte, on est censé ajouter rapidement « kar-kar » (« je plaisante »), afin de conjurer le mauvais sort,.

## Rayonnement national
La fondation de Tukar par Djigan Diouf est désormais inscrite dans les programmes scolaires nationaux du Sénégal. À ce titre elle est aussi enseignée à l'école locale Kane Faye de Tukar.
Moment-clé dans le calendrier de la religion sérère, le festival Raan se tient à Tukar à la nouvelle lune.

## Dans la culture populaire
La piste « Toukar » de l'artiste sénégalaise Angélique Dione en 2017 rend hommage à Tukar. La piste a une ambiance salsa où Angélique, qui est originaire de Tukar joue de la guitare,.

## Vie communautaire
Fondée en 1986, l'Association des Paysans de Tukar (APT) est une association rurale qui encourage la cohésion communautaire et l'autosuffisance alimentaire. Elle rencontre cependant des difficultés au milieu des années 2000 et une nouvelle organisation, Bug Saax Of (« ceux qui aiment leur village »), voit le jour.